# Loefgrenianthus blanche-amesiae
Loefgrenianthus blanche-amesiae là một loài thực vật có hoa trong họ Lan. Loài này được (Loefgr.) Hoehne mô tả khoa học đầu tiên năm 1927.

## Hình ảnh

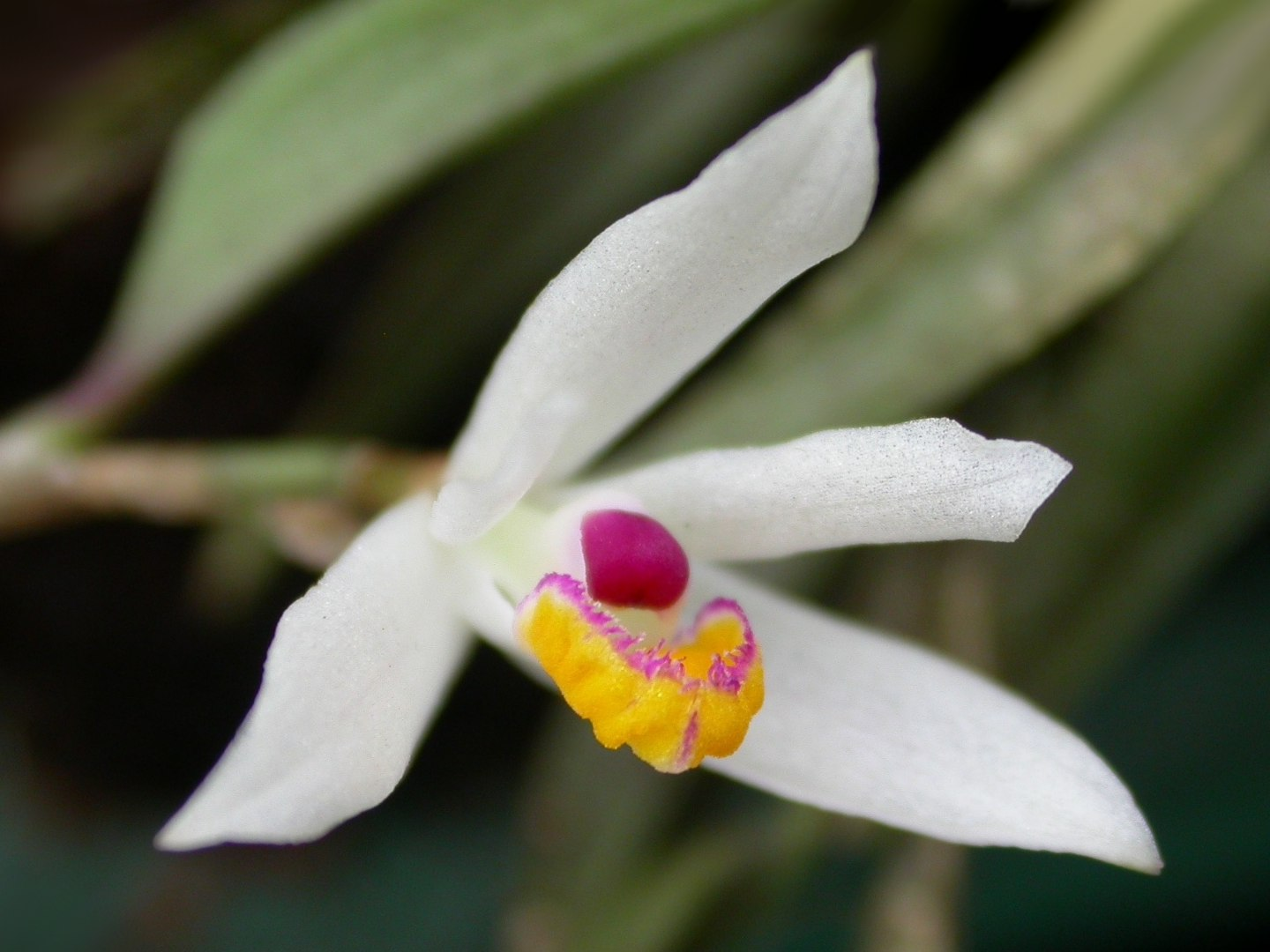
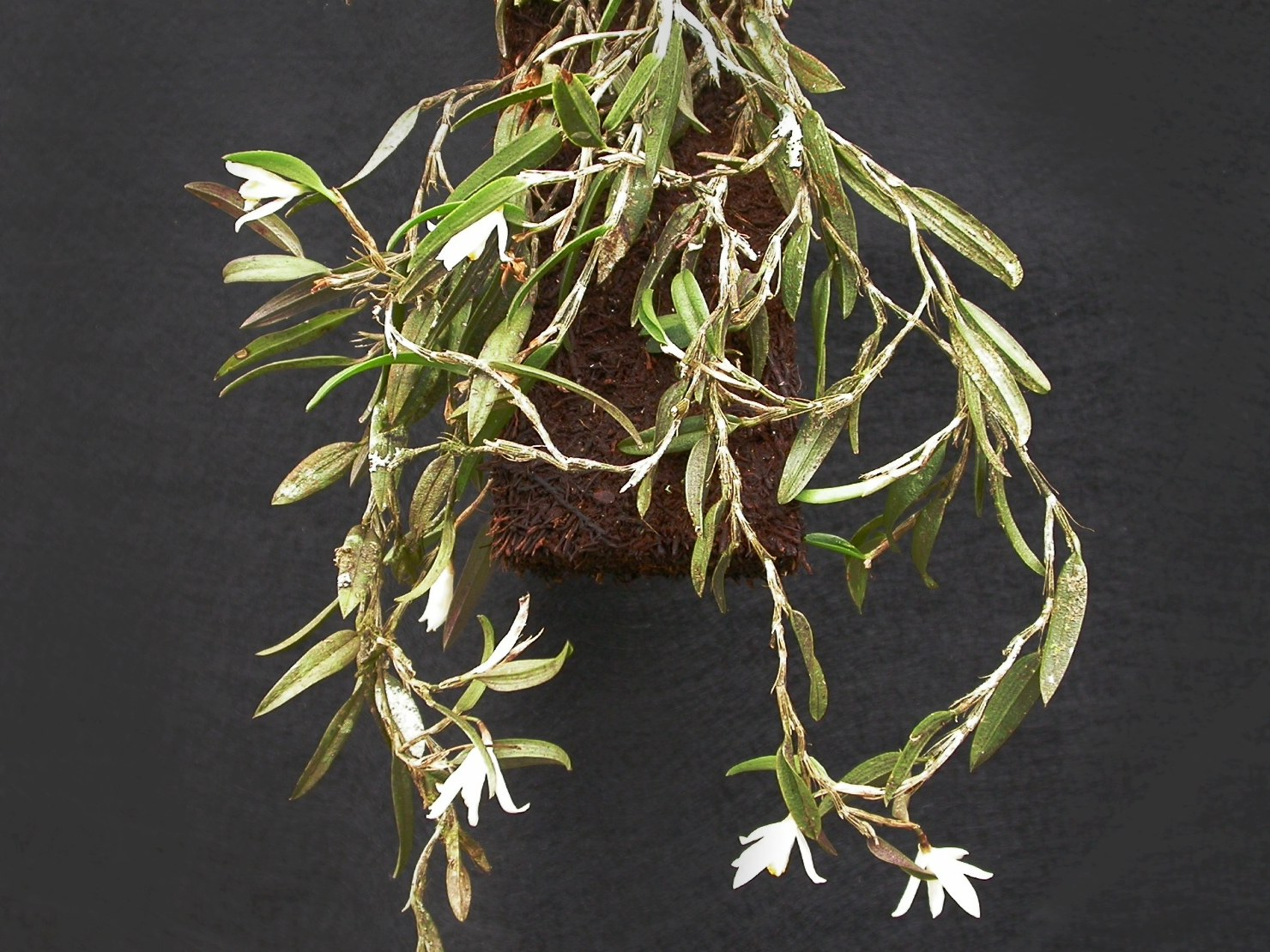